# John Alt
John Michael Alt (Stoccarda, 30 maggio 1962) è un ex giocatore di football americano tedesco che ha militato nel ruolo di offensive tackle nella National Football League (NFL).

## Carriera
Alt fu scelto nel corso del primo giro (21º assoluto) del Draft NFL 1984 dai Kansas City Chiefs. Per oltre un decennio ancorò la linea offensiva della squadra, venendo convocato per due Pro Bowl consecutivi nel 1992 e 1993 e venendo inserito nel Second-team All-Pro dall'Associated Press nel 1990. Si ritirò dopo la stagione 1996 e nel 2002 fu inserito nella Hall of Fame della squadra.

## Palmarès
- Convocazioni al Pro Bowl: 2

1992, 1993
- Second-team All-Pro:

1990
- Kansas City Chiefs Hall of Fame

## Famiglia
Un figlio, Mark, gioca per i Colorado Avalanche della NHL. L'altro, Joe, è anch'egli un giocatore di football americano.